# Badminton-Bundesliga 1979/80
Die Badminton-Bundesligasaison 1979/80 bestand aus 14 Spieltagen im Modus „Jeder gegen jeden“ mit Hin- und Rückspiel. Meister wurde der 1. BV Mülheim.

## Endstand
| Platz | Verein | Spiele | Punkte | Spielpunkte |
| ----- | --- | ------ | ------ | ----------- |
| 1.    | 1. BV Mülheim (Gerhard Kucki, Michael Schnaase, Horst Lösche, Karl-Heinz Garbers, Udo Krückels, Karin Kucki, Marie-Luise Schulta-Jansen, Antonie Schwabe)           | 14     | 28:00  |             |
| 2.    | VfL Wolfsburg (Hans Werner Niesner, Harald Klauer, Ralf Würfel, Sanjay Sharma, Jamil Ansari, Dieter Wochele, Ingrid Morsch, Elke Weber, Rosemarie Wochele)          | 14     | 20:08  |             |
| 3.    | STC Blau-Weiß Solingen (Bernd Wessels, Ulrich Rost, Ruud Hartog, Jürgen Schnittert, Dirk Altenkirch, Jürgen Nees, Marlies Rixen, Heidi Krickhaus, Heide Konopatzki) | 14     | 19:09  |             |
| 4.    | TuS Wiebelskirchen | 14     | 13:15  |             |
| 5.    | OSC 04 Rheinhausen (N) | 14     | 11:17  |             |
| 6.    | 1. BC Beuel | 14     | 11:17  |             |
| 7.    | FC Bayer 05 Uerdingen | 14     | 10:18  |             |
| 8.    | TG Langendiebach (N) | 14     | 00:28  |             |